# 朱磐烑
宜春安简王朱磐烑（1414年10月14日—1492年9月12日），明朝宁献王朱权庶三子，一作庶四子，母王氏。

## 生平
永樂十二年（1414年）閏九月生。宣德元年（1426年）七月賜名，并造宜春王鍍金銀印。宣德三年（1428年）七月，明宣宗遣行在戶部尚書兼謹身殿大學士陳山為正使，禮部員外郎許敬軒為副使，持節冊封朱磐烑為宜春王。当月，戶部奏朱磐烑岁祿为二千石，米鈔各半，应当给他江西附近郡縣的粮食及官庫鈔作为岁禄，明宣宗同意，并告諭尚書夏原吉说近日有人说王府收糧时或刁难、或多取、或暴虐，索民甚苦，这都是下人所為，藩王不能知情，可发文禁止，将違者繩之以法。
宣德五年（1430年）十月，宣宗遣行在尚寶司丞蔣先為正使，禮科給事中武達為副使，持節冊封金吾後衛指揮劉勳的女兒為宜春王妃。
正統五年（1440年）九月，朱權奏第二子臨川王朱磐熚、朱磐烑、第四子新昌王朱磐炷歲祿折鈔達四分之三，日用不足，請求改為本色折色各半，獲准。
天順二年（1458年）三月，明英宗應朱磐烑所求，賜其兩名火者（宦官）。
成化十年（1474年）四月，朱磐烑奏王府嫡長子孫按例沒有祿米，如今自己子孫都年長了，俸祿不足，請求從歲祿的折色米內按量撥本色米，明憲宗命增加其本色米一百石。
因宜春王府房屋年久朽壞，朱磐烑請求修建。弘治元年（1488年）七月，明孝宗命給他八百四十兩銀子作為修造府第之用。
弘治五年（1492年）八月，朱磐烑薨。孝宗聞訊，輟朝一日，按制度賜祭葬，諡安簡。弘治七年（1494年）十月，嫡長子朱奠坫襲封。
朱磐烑墓在新建禹港茅窩。
朱磐烑为明太祖诸孙中最后一个以王爵身份离世者。

## 评价
- 《弇山堂别集》卷074：好和不争，平易不訾。

## 家庭

### 妻妾
- 王妃劉氏

### 子孫
- 嫡長子：宜春宣和王朱奠坫
- 嫡三子：鎮國將軍朱奠埦（1437年7月3日—1506年），號天寧[13]，正統四年（1439年）四月賜名[14]，景泰六年（1450年）五月給歲祿一千石，米鈔各半[15]，天順四年（1460年）十月在世[16]
  - 第一子：輔國將軍朱覲鈭[17]（1463年7月16日—？），號泉石[13]
    - 嫡長子：奉國將軍朱宸澻[17]（1481年2月13日—？），號時中，又號建雲[13]，成化二十三年（1487年）十二月賜名[18]，弘治四年（1491年）賜誥命冠服[19]
      - 嫡長子：鎮國中尉朱拱欆[17]，號玉溪[13]，弘治十七年（1504年）二月賜名[20]
        - 第一子：輔國中尉朱多燧[17]，號長陽[13]
          - 第一子：奉國中尉朱謀坤[21]
            - 第一子：奉國中尉朱統𨪳[21]
            - 第二子：奉國中尉朱統鈍[21]
            - 第三子：奉國中尉朱統⿰金芁[21]
            - 第四子：奉國中尉朱統𨬐[21]

          - 第二子：奉國中尉朱謀地[21]
          - 第三子：奉國中尉朱謀𨿱[21]

        - 第二子：輔國中尉朱多燈[17]
          - 第一子：奉國中尉朱謀𧻛[21]
            - 第一子：朱統鑳，待封[21]

          - 第二子：奉國中尉朱謀𠟍[21]
            - 第一子：朱統鍮，待封[21]

        - 第三子：輔國中尉朱多㷿[17]，號克寬[13]
          - 第一子：奉國中尉朱謀𡊀[21]
            - 第一子：奉國中尉朱統𨰸[21]
            - 第二子：奉國中尉朱統⿰金⿱巛𤰞[21]
            - 第三子：奉國中尉朱統⿰金⿱龹亏[21]
            - 第四子：奉國中尉朱統⿱夗金[21]

          - 第二子：奉國中尉朱謀埇[21]
            - 第一子：奉國中尉朱統⿰金庀[21]
            - 第二子：朱統⿱敏金，待封[21]

          - 第三子：奉國中尉朱謀⿺走羊[21]

        - 第四子：輔國中尉朱多爈[17]
        - 第五子：輔國中尉朱多縈[21]
        - 第六子：輔國中尉朱多𤐷[21]，號蘭石[13]

      - 第二子：鎮國中尉朱拱⿰木榘[17]，號石峯[13]
        - 第一子：輔國中尉朱多䙳[17]，號崇德[13]
        - 第二子：輔國中尉朱多熠[17]，號周德[13]
          - 第一子：朱謀𤻂，待封[21]

        - 第三子：輔國中尉朱多烓[17]，號懷德[13]
          - 第一子：奉國中尉朱謀基[21]
            - 第一子：奉國中尉朱統鈂[21]
            - 第二子：奉國中尉朱統鋻[21]
            - 第三子：奉國中尉朱統𨨣[21]

          - 第二子：奉國中尉朱謀⿰里京[21]

      - 第三子：鎮國中尉朱拱楫[17]，號雲峯[13]
        - 第一子：輔國中尉朱多炌[17]，號欽明[13]
          - 第一子：奉國中尉朱謀壓[21]
          - 第二子：奉國中尉朱謀⿱斘土[21]

        - 第二子：輔國中尉朱多爚[17]，號昭明[13]
          - 第一子：奉國中尉朱謀城[21][22]
          - 第二子：奉國中尉朱謀⿺走厓[21]

        - 第三子：輔國中尉朱多煓[17]，號晦明[13]
          - 第一子：奉國中尉朱謀垙[21]

        - 第四子：輔國中尉朱多熮[17]，號繼明[13]
          - 第一子：奉國中尉朱謀𧾐[21]
          - 第二子：奉國中尉朱謀𧹣[21]
            - 第一子：朱統𫓓，未封[21]

        - 第五子：輔國中尉朱多煘[17]，號貞明[13]
          - 第一子：奉國中尉朱謀㙔[21]
          - 第二子：奉國中尉朱謀坦[21]
          - 第三子：奉國中尉朱謀墊[21]
          - 第四子：奉國中尉朱謀[21]
          - 第五子：奉國中尉朱謀城[21][22]
          - 第六子：奉國中尉朱謀𡒋[21]

    - 嫡次子：朱宸淋，成化二十三年（1487年）十二月賜名[18]，嘉靖江西省大志未載，疑早夭
    - 嫡三子：奉國將軍朱宸淓[17]（1485年8月1日—？），號靜觀[13]，成化二十三年（1487年）十二月賜名[18]，弘治八年（1495年）賜誥命冠服[23]
      - 第一子：鎮國中尉朱拱⿰木蒔[17]，號東溪[13]，無嗣[21]
      - 第二子：鎮國中尉朱拱櫛[17]，號南溪[13]
        - 第一子：輔國中尉朱多㷐[21]，號繼南[13]
          - 第一子：奉國中尉朱謀䞳[21]
          - 第二子：奉國中尉朱謀輘[21]
          - 第三子：朱謀㙁，待封[21]

      - 第三子：鎮國中尉朱拱𣖺[17]，號雙溪[13]，無嗣[21]

    - 嫡四子：奉國將軍朱宸汶[17]（1487年2月28日—？），號白雲[13]，成化二十三年（1487年）十二月賜名[18]
      - 第一子：鎮國中尉朱拱梖[17]，號元峯[13]，一作「朱拱椇」，喪妻不再娶，鰥居三十餘年，以孝道為人稱許[24]
        - 第一子：輔國中尉朱多[17]
          - 第一子：奉國中尉朱謀塤[21]
            - 第一子：奉國中尉朱統⿰金𢇣[21]
            - 第二子：朱統⿰金夎，待封[21]
            - 第三子：朱統鏡，待封[21]
            - 第四子：朱統錚，待封[21]

          - 第二子：奉國中尉朱謀𡋚[21]
            - 第一子：奉國中尉朱統鉺[21]
            - 第二子：朱統鎊，待封[21]

        - 第二子：輔國中尉朱多煏[17]
          - 第一子：奉國中尉朱謀圯[21]
          - 第二子：奉國中尉朱謀堪[21]
            - 第一子：朱統銲，待封[21]

        - 第三子：輔國中尉朱多炣[17]，號季泉[13]
          - 第一子：奉國中尉朱謀坐[21]
            - 第一子：奉國中尉朱統鏬[21]
            - 第二子：奉國中尉朱統⿰金芾[21]
            - 第三子：奉國中尉朱統銐[21]
            - 第四子：奉國中尉朱統鋉[21]
            - 第五子：朱統鍈，待封[21]
            - 第六子：朱統𨨖，待封[21]

          - 第二子：奉國中尉朱謀𡍖[21]
          - 第三子：奉國中尉朱謀⿱土夗[21]
            - 第一子：奉國中尉朱統鎜[21]
            - 第二子：奉國中尉朱統鉡[21]

          - 第四子：奉國中尉朱謀𡊆[21]
          - 第五子：奉國中尉朱謀⿰里卑[21]
          - 第六子：奉國中尉朱謀𧼩[21]

      - 第二子：鎮國中尉朱拱格[17]，號春崖[13]，無嗣[21]

    - 第五子：奉國將軍朱宸渾[17]（1488年11月10日—？），號惟欽[13]，弘治六年（1493年）正月賜名[25]
      - 第一子：鎮國中尉朱拱樸[17]，號慎齋[13]
        - 第一子：輔國中尉朱多煨[17][26]，號松溪[13]
          - 第一子：奉國中尉朱謀臺[21]

        - 第二子：輔國中尉朱多煠[17]，號竹溪[13]
          - 第一子：奉國中尉朱謀壟[21]
            - 第一子：奉國中尉朱統𨩦[21]
            - 第二子：奉國中尉朱統⿱幵金[21]
            - 第三子：朱統鈿，待封[21]

          - 第二子：奉國中尉朱謀袿[21]
          - 第三子：奉國中尉朱謀蛙[21]
          - 第四子：奉國中尉朱謀𧽸[21]

        - 第三子：輔國中尉朱多灼[17]，號桃溪[13]
          - 第一子：奉國中尉朱謀𡉷[21]
          - 第二子：奉國中尉朱謀殼[21]
          - 第三子：奉國中尉朱謀赬[21]

        - 第四子：輔國中尉朱多㷠[21]，號柏溪[13]
        - 第五子：輔國中尉朱多焙[21]，號楫溪[13]

      - 第二子：鎮國中尉朱拱㯂[17]，號悅齋[13]
        - 第一子：輔國中尉朱多𦵸[17]，號梅溪[13]
          - 第一子：奉國中尉朱謀⿸疒坴[21]

        - 第二子：輔國中尉朱多𮳤[21]，號槐溪[13]
          - 第一子：朱謀，待封[21]

      - 第三子：鎮國中尉朱拱𣘨[17]，號性齋[13]，無嗣[21]
      - 第四子：鎮國中尉朱拱⿰木許[17]，號惟齋[13]
        - 第一子：輔國中尉朱多𤋰[21]，號桂溪[13]

    - 第六子：奉國將軍朱宸浩[17]（1491年6月19日—？），號益中[13]，弘治六年（1493年）正月賜名[25]，無嗣[21]
    - 嫡七子：奉國將軍朱宸𤄷[17]（1492年10月29日—？），號未能[13]，弘治七年（1494年）三月賜名[27]，嘉靖二年（1523年）已故，為寧王之亂亂兵所殺，妻曹氏，封淑人[28]，無嗣[21]
    - 嫡八子：朱宸洲，弘治十二年（1499年）正月賜名[29]，嘉靖江西省大志未載，疑早夭

  - 第二子：輔國將軍朱覲鈉[17]（1467年6月17日—？），號蓬瀛[13]
    - 第一子：奉國將軍朱宸灒（1494年8月17日—？），號樂靜[13]，弘治十二年（1499年）正月賜名[29]
      - 第一子：鎮國中尉朱拱㮒[17]，號友善[13]
        - 第一子：輔國中尉朱多爃[21]，號繼善[13]
          - 第一子：奉國中尉朱謀壡[21]
          - 第二子：奉國中尉朱謀䐍[21]

        - 第二子：輔國中尉朱多𦃖[21]，號明善[13]

      - 第二子：鎮國中尉朱拱棕[17]，號友義[13]
        - 第一子：輔國中尉朱多烯[17]，號志學[13]
          - 第一子：奉國中尉朱謀䞞[21]
            - 第一子：朱統䤽，待封[21]

          - 第二子：奉國中尉朱謀𨵗[21]
          - 第三子：奉國中尉朱謀歭[21]
          - 第四子：奉國中尉朱謀趁[21]

        - 第二子：輔國中尉朱多炨[21]
          - 第一子：奉國中尉朱謀⿰爻隹[21]
          - 第二子：奉國中尉朱謀凰[21]

        - 第三子：輔國中尉朱多烡[21]，號志和[13]
          - 第一子：朱謀坄，待封[21]

    - 庶四子：奉國將軍朱宸潏（1503年10月3日—？），號泉石[13]，弘治十八年（1505年）二月賜名[30]
      - 第一子：鎮國中尉朱拱⿰木茵[17]，號少泉[13]
        - 第一子：輔國中尉朱多焨[17]
        - 第二子：輔國中尉朱多燨[21]，號守泉[13]
          - 第一子：奉國中尉朱謀䦯[21]
          - 第二子：朱謀堆，早夭未封[21]
          - 第三子：奉國中尉朱謀䧿[21]

        - 第三子：輔國中尉朱多𩇭[21]，號志泉[13]
        - 第四子：輔國中尉朱多⿱火者[21]，號醴泉[13]
          - 第一子：奉國中尉朱謀垼[21]
          - 第二子：朱謀垷，待封[21]
          - 第三子：朱謀㘨，待封[21]

      - 第二子：鎮國中尉朱拱梗[17]，號復吾[13]
        - 第一子：輔國中尉朱多㷤[21]，號懷吾[13]

      - 第三子：鎮國中尉朱拱㮯[17]，號古泉[13]
        - 第一子：輔國中尉朱多⿸瘄火[21]

      - 第四子：鎮國中尉朱拱𣒏[17][31]，號崇一[13]

    - 第五子：奉國將軍朱宸淤[17]（1510年3月17日—？），號雲松[13]
      - 第一子：鎮國中尉朱拱㯋[17]，號清湖[13]
        - 第一子：輔國中尉朱多爔[21]
        - 第二子：輔國中尉朱多𤉭[21]
          - 第一子：朱謀塊，待封[21]

      - 第二子：鎮國中尉朱拱櫙[17]，號廉湖[13]
        - 第一子：輔國中尉朱多煋[21]，號懋文[13]
          - 第一子：朱謀陡，待封[21]

        - 第二子：輔國中尉朱多𤊐[21]，號懋倫[13]
          - 第一子：朱謀塈，待封[21]

      - 第三子：鎮國中尉朱拱⿰木𠣞[17]，號鑑湖[13]
        - 第一子：輔國中尉朱多⿰火⿱山比[21]，號懋聖[13]
        - 第二子：輔國中尉朱多⿰䎡刂[21][32]，號懋哲[13]
        - 第三子：輔國中尉朱多𩵤[21]，號寰蘭[13]

    - 第六子：奉國將軍朱宸減[17]（1511年1月6日—？），號慎思[13]
      - 第一子：鎮國中尉朱拱㯓[17]，號少思[13]，無嗣[21]

    - 第七子：奉國將軍朱宸洐[17]（1513年7月8日—？），號雲軒[13]
      - 第一子：鎮國中尉朱拱⿱䂓木[17][33]，號守約[13]
        - 第一子：輔國中尉朱多煚[21]，號恭取[13]
          - 第一子：朱謀堥，待封[21]

        - 第二子：輔國中尉朱多⿸广火[21]，號寬取[13]
        - 第三子：輔國中尉朱多⿳昍亠𤆗[21]，號信取[13]
          - 第一子：朱謀𫭸，待封[21]
          - 第二子：朱謀⿰舟象，待封[21][34]

        - 第四子：輔國中尉朱多焉[21]，號敏取[13]
        - 第五子：輔國中尉朱多鯣[21]，號惠取[13]

  - 第三子：輔國將軍→庶人朱覲鈰（1469年7月12日—？），號統齋[13]，因參與寧王之亂廢為庶人[35]，嘉靖十年（1531年）已故[36]，死後追復輔國將軍[17]，配張氏[37]
    - 嫡長子：奉國將軍朱宸澯[17]（1491年11月25日—1513年11月20日），號仁山[13]，弘治六年（1493年）閏五月賜名[38]，寧府長史司左長史王用才為其撰墓誌銘並書篆[37]。配劉氏（1488年8月20日—1532年7月6日），封淑人，是劉貫的次女，熊達為其撰墓誌銘並書篆[39]
      - 第一子：鎮國中尉朱拱樈[17]，號雅堂[39][13]，無嗣[21]

    - 第二子：奉國將軍朱宸源[17]（1492年9月25日—？），號桂軒[13]，弘治六年（1493年）閏五月賜名[38]
      - 第一子：鎮國中尉朱拱梳[17]，號松窗[13]
        - 第一子：輔國中尉朱多𦓒[17]，號西洲[13]
          - 第一子：奉國中尉朱謀逹[21]
            - 第一子：朱統𰆨，待封[21]
            - 第二子：朱統鐧，待封[21]

        - 第二子：輔國中尉朱多勳[17]
          - 第一子：奉國中尉朱謀墑[21]

        - 第三子：輔國中尉朱多𪹁[17]，號新洲[13]

      - 第二子：鎮國中尉朱拱㮩[17]，號竹窗[13]
        - 第一子：輔國中尉朱多㷆[17]，號鳳坡[13]
          - 第一子：奉國中尉朱謀⿰里多[21]
          - 第二子：奉國中尉朱謀偓[21]

        - 第二子：輔國中尉朱多熻[17]，號象潭[13]
          - 第一子：奉國中尉朱謀⿱仕土[21]

        - 第三子：輔國中尉朱多烋，號斗野[13]，萬曆二十二年（1594年）奉敕管理府事[40][21]，萬曆四十年（1612年）已故[41]
          - 第一子：奉國中尉朱謀𧾯[21]
          - 第二子：奉國中尉朱謀砝[21]
          - 第三子：奉國中尉朱謀壑[21]
          - 第四子：奉國中尉朱謀㙉[21]

        - 第四子：輔國中尉朱多𤍓[21]
          - 第一子：朱謀㙰，待封[21]
          - 第二子：朱謀堗，待封[21]

        - 第五子：輔國中尉朱多𤌸[21]，號西岑[13]
          - 第一子：朱謀⿸疒𫅢，待封[21]
          - 第二子：朱謀䚜，待封[21]

        - 第六子：輔國中尉朱多⿱宩火[21]，號南墅[13]
        - 第七子：輔國中尉朱多爄[21]

      - 第三子：鎮國中尉朱拱㮬[17]，號梅窗[13]
        - 第一子：輔國中尉朱多烷[17]，號斗門[13]
          - 第一子：奉國中尉朱謀𩀁[21]
            - 第一子：朱統⿱尤金[21]

          - 第二子：奉國中尉朱謀𨵮[21]
            - 第一子：朱統𨦠[21]

          - 第三子：奉國中尉朱謀⿰里𢌿[21]

        - 第二子：輔國中尉朱多熣[21]，號石門[13]

  - 第四子：輔國將軍朱覲鑜[17]（1472年3月11日—？），號崆峒[13]
    - 第一子：奉國將軍朱宸涪[17]（1496年1月7日—？），號清溪[13]，弘治十四年（1501年）正月賜名[42]
      - 第一子：鎮國中尉朱拱楇[17]，號少溪[13]
        - 第一子：輔國中尉朱多炆[21]
          - 第一子：朱謀𧾳，待封[21]

        - 第二子：朱多㷷，早夭未封[21]

      - 第二子：鎮國中尉朱拱李[17]，號近溪[13]，萬曆四十年（1612年）奉諭管理府事[41]
        - 第一子：輔國中尉朱多𤌕[21]
          - 第一子：朱謀㙂，待封[21]

        - 第二子：輔國中尉朱多㸋[21]
        - 第三子：輔國中尉朱多𥛲[21]，號斗衢[13]
        - 第四子：輔國中尉朱多𩷍[21]

    - 第二子：奉國將軍朱宸澗（1511年11月13日—？），號清泉[13]，無嗣[17]
    - 第三子：奉國將軍朱宸瀬[17]（1513年9月8日—？），號玉崖[13]
      - 第一子：鎮國中尉朱拱杙[17]，無嗣[21]
- 庶長女：萬安縣主，配宗人府儀賓高泰，天順六年（1462年）七月賜誥命冠服鞍馬等物
- 庶次女：寧都縣主，配宗人府儀賓陳儀，天順六年（1462年）七月賜誥命冠服鞍馬等物[43]